# 夢幻 (瑪麗亞·凱莉歌曲)
〈夢幻〉（英語："Fantasy"）是美國女歌手瑪麗亞·凱莉的歌曲，於1995年8月23日由哥伦比亚唱片作為凱莉同年第五張錄音室專輯《夢遊仙境》的首支主打單曲發行。〈夢幻〉由凱莉與戴夫·霍爾共同創作及製作，歌曲取樣了湯·湯俱樂部1981年的歌曲〈Genius of Love〉，因此該組合成員亦納入了歌曲的創作名單。凱莉在該曲的重混版加入骯髒壞傢伙的饒舌段落，讓她涉足嘻哈音樂市場，並獲讚賞將節奏藍調與嘻哈合作帶入主流流行文化，以及推廣在歌曲加入客席饒舌歌手的形式。
〈夢幻〉發行後獲得音樂評論家的一致好評，包括讚賞它的製作、歌詞、凱莉的聲樂表現以及在重混版加入饒舌段落的做法。同時歌曲獲得全球性的商業成功，登上澳洲、加拿大、紐西蘭與美國單曲榜冠軍，以及打進13個國家單曲排行榜前10位。在美國，〈夢幻〉成為史上第二首，也是女性歌手第一首空降《Billboard》Hot 100榜冠軍的單曲，並連續獲得八週冠軍。
凱莉在多場電視節目及現出上演唱過〈夢幻〉，包括1996年1月29日的《第23屆全美音樂獎》，以及英國音樂節目《Top of the Pops》。凱莉亦在多場個人巡迴演唱會和駐唱演出上演唱過歌曲，包括「夢遊仙境世界巡迴演唱會」（1996年）、「天使代言人巡迴演唱會」（2009年－2010年），以及「花蝴蝶回歸」（2018年－2020年）。
單曲的封面由時尚攝影師史蒂芬·梅塞爾拍攝，照片的裁剪版亦獲用為專輯《夢遊仙境》的封面。
〈夢幻〉的音樂錄影帶是凱莉第一部完全親自執導的作品。她構想出錄影帶的概念以及取景地方。凱莉對自己以前某些音樂錄影帶不滿意，因此這次決定全程由本人執導錄影帶。錄影帶展現出凱莉紐約州拉伊市的遊樂場滾軸溜冰和乘坐過山車的身影，以及她和其他人群在車頂上跳舞慶祝的情況。

## 背景
瑪麗亞·凱莉從《夢遊仙境》開始將城市節奏藍調和嘻哈曲風融入音樂中，而這變化則在〈夢幻〉中尤其顯著。當凱莉開始為《夢遊仙境》創作歌曲的時候，她決定將湯·湯俱樂部的〈Genius of Love〉鉤印加入一首快板歌曲之中。其後她和霍爾將取樣的部分內插進自己已經製作好的旋律與歌詞。凱莉形容如何將取樣歌曲的想法成真：

我在收聽電台的時候聽到〈Genius of Love〉，而我已經很久沒聽過它了。它讓我想起自己的成長與收聽電台的經歷，而歌曲給我的感覺與我寫的〈夢幻〉旋律和基本想法相當契合。我先告訴戴夫這個想法，然後一起實行。我們聯絡了湯·湯俱樂部，而他們對此很感興趣。

凱莉回想起這首歌的創作者對她取樣的想法多麼感興趣，並隨即簽署版權協議。在凱莉將取樣、合唱部分和節拍展示給霍爾後，他便從中構想出能夠「為凱莉嗓音增色」的旋味。當他們完成歌曲後便將它播放給凱莉當時的丈夫兼哥倫比亞唱片總裁湯米·摩托拉，他聽過後同意將它收錄在專輯。單曲的封面由時尚攝影師史蒂芬·梅塞爾拍攝。照片的裁剪版亦獲用為專輯的封面。霍爾形容他與凱莉創作歌曲的經歷：

（它）是一首製作過程有趣的歌。瑪麗亞給了我〈Genius of Love〉，而我為它加上了一些弦樂，並放在與她嗓音相配並增色的旋味上。而那首歌根本沒花我們多少時間，因為她才不到兩天就已經把它做好了。我們製作了粗略的樣本給湯米·摩托拉，他聽過後很愛它，所以我們要做的就只有帶它回來混音。

## 詞曲
〈夢幻〉是一首帶有當代節奏藍調和流行舞曲風格的快板歌曲，並揉合了放克、嘻哈和泡泡糖流行的元素，歌曲每分鐘拍數達到104拍。歌曲的重混版包含骯髒壞傢伙的饒舌段落，而橋段亦融入了嘻哈風格。歌曲使用了重低音和打击乐器，並取樣了湯·湯俱樂部的〈Genius of Love〉。凱莉的人声音域橫越了三個八度，從最低音的E3到最高音的E6。歌曲包含凱莉創作的合唱歌詞，而她亦構想出歌曲的旋律和原始節拍。歌曲的器樂及其製作均由戴夫·霍爾負責，而他亦參與了歌曲的編曲和製作。由於湯·湯俱樂部的成員艾德靈·比勞、基斯·法蘭茲、史蒂文·史丹利和天娜·威茅斯創作的歌曲獲取樣使用，因此創作名單上亦加上他們的名字。

## 專業評價
| 評論得分               | 評論得分 |
| 來源                   | 評分     |
| ---------------------- | -------- |
| AllMusic               | [ 7 ]    |
| 《娱乐周刊》（1995年） | C        |
| 《娱乐周刊》（2017年） | A+       |
| 《Stereogum》          | 10/10    |

〈夢幻〉在發行後獲得當代音樂評論家的正面評價。AllMusic的斯蒂芬·托馬斯·厄爾文同樣讚賞歌曲，表示：「凱莉繼續完善她的技藝，以獲得作為節奏藍調／流行天后的地位」。《纽约时报》的史蒂芬·霍爾登稱讚歌曲說：「憑藉〈夢幻〉，凱莉小姐自信地進入帶有福音風格的流行靈魂樂，相遇上輕盈嘻哈音樂的領域，並在當代專輯錄製出一些最華麗的合唱音樂」。他亦認為〈夢幻〉有著專輯中的一些最好時光，表示：「她繼續使流行音樂像〈夢幻〉的最好時光一樣美妙誘人」。《偏锋杂志》將歌曲排在它的「90年代最佳單曲列表」第60位，指它是「將空想完美化，（一首）由巔峰期的天后以甜蜜無瑕聲線驅動的夏日泡泡糖珍品」。

## 商業成績
〈夢幻〉發行後獲得極大全球商業成功。歌曲成為凱莉第9首美國《Billboard》Hot 100榜冠軍單曲。它亦成為史上第一首空降該榜冠軍的女性歌手單曲，以及繼迈克尔·杰克逊的〈你不孤單〉後，史上第二首空降榜單冠軍的單曲。歌曲以龐大電台播放量和229,000張銷量空降榜首，創下自1993年1月惠特妮·休斯顿的〈我将永远爱你〉後的最高紀錄。歌曲連續獲得八週冠軍，從1995年9月30日當週登上冠軍，一直到11月25日才離開榜首，與〈夢中情人〉（1993年）並列為當時凱莉冠軍週數最長的歌曲。歌曲取代庫里奧的〈Gangsta's Paradise〉登上冠軍位置，其後則被惠特妮·休斯顿同樣空降Hot 100榜首的〈夢醒時分〉取代。〈夢幻〉在Hot 100榜前40位逗留了23週，並同樣在節奏藍調榜和舞曲榜等其他《告示牌》分榜取得商業成功。歌曲空降Mainstream R&B/Hip-Hop榜第11位，打破當時的最高空降紀錄，直至2018年才被德雷克的〈Nice for What〉打破紀錄。歌曲其後獲美國唱片業協會認證為六白金唱片，成為凱莉第一首獲得此成績的單曲。〈夢幻〉是1995年美國第二暢銷的單曲，總共售出150萬張。歌曲亦分別登上1995年的Hot 100年榜第7位，以及1996年的年榜第49位。〈夢幻〉其後登上1990年代的Hot 100年代榜第15位。
歌曲發行後登上澳洲單曲榜冠軍，並獲得澳大利亚唱片业协会認證為三白金唱片。在加拿大，歌曲發行後空降《RPM》於1995年10月2日當週推出的《RPM》單曲榜第95位，其後在1995年11月20日當週登上榜單冠軍。歌曲在榜單逗留了20週，並打進1995年《RPM》單曲年榜第18位。〈夢幻〉亦打進歐洲多國單曲榜前10位，以及日本Oricon公信榜前20位。歌曲亦最高登上比利時（瓦隆）、芬蘭、法國與英國單曲榜前5位，以及比利時（佛兰德）、荷蘭、愛爾蘭、挪威與瑞士單曲榜前10位。〈夢幻〉獲得法國唱片出版業公會的銀唱片認證，以及獲得英国唱片业协会的雙白金唱片認證。根據官方榜单公司的資料，歌曲在英國售出超過40萬張。歌曲亦打進紐西蘭單曲榜冠軍，並獲得新西兰唱片音乐协会的白金唱片認證。

## 重混版
凱莉與製作人吹牛老爹合作製造名為「壞小子夢幻重混版」的〈夢幻〉官方重混版。雖然哥倫比亞給予凱莉在錄製音樂上更多自由，但他們對她找來骯髒壞傢伙在〈夢幻〉重混版客席獻唱的做法有所保留。他們害怕這突然的轉變與她的音樂領域背道而馳，並擔心這會影響專輯的成績。壞小子夢幻重混版最終使用了骯髒壞傢伙的客席饒舌段落，以及吹牛老爹的背景和聲。歌曲部分節奏藍調元素在重混版中刪除，而低音聲部和〈Genius of Love〉取樣的部分則更突出，歌曲原版的橋段亦獲用作合唱部分。歌曲亦有一個刪減骯髒壞傢伙段落的版本，名為「壞小子重混版」，結合原版與壞小子夢幻重混版的合唱部分，並刪除骯髒壞傢伙的饒舌段落。
凱莉在大衛·摩拉利斯製作的重混版中重新錄製聲樂，而該版本則名為〈夢遊仙境插曲（夢幻甜蜜迴響混音版）〉。歌曲的壞小子重混版獲得音樂評論家的正面評價。《娱乐周刊》的肯·塔克讚賞歌曲為凱莉少數能夠「定義自己」的曲目。他亦讚賞歌曲說：「就像在這首簡潔而吸引的歌曲一樣，凱莉正值她的最佳（時期），並已經成為90年代的的士高天后，足以當唐娜·桑默和維姬·蘇·羅賓遜等女性開拓者的接班人，也是鍾愛無盡旋味的節奏藍調歌手。的士高？難怪大多搖滾評論家都不能認同她。繼續狂歡吧，瑪麗亞」。凱莉指〈夢幻〉的重混版貢獻出單曲過半數的銷量。
2021年9月24日，美國饒舌歌手辣朵推出歌曲〈Big Energy〉，並像〈夢幻〉一樣取樣〈Genius of Love〉。2022年3月28日，辣朵推出〈Big Energy〉的重混版，並請來瑪麗亞·凱莉和DJ卡利助陣歌曲，以及取樣〈夢幻〉。

### 榮譽
| 出版物        | 榮譽              | 排名 | 來源   |
| ------------- | ----------------- | ---- | ------ |
| 《Pitchfork》 | 1990年代250佳歌曲 | 1    | [ 38 ] |

## 音樂錄影帶

凱莉在〈夢幻〉的音樂錄影帶，乘坐著遊樂場的「龍之過山車」

〈夢幻〉的音樂錄影帶是凱莉第一部完全親自執導的作品。凱莉曾公開表示她對自己以前某些音樂錄影帶並不滿意。因此這次她決定全程本人執導錄影帶，以全盤控制成品。凱莉說錄影帶的靈感是散發「自由與開放的感覺」，試圖展現出她獲允許執導自己第一部作品後終於獲得的自由。〈夢幻〉的音樂錄影帶在1995年9月7日的《1995年MTV音樂錄影帶大獎》上公開。錄影帶以凱莉在位於紐約州拉伊市的遊樂場木板路入口前滾軸溜冰開始，她亦在錄影帶開始乘坐著樂園的標誌木製過山車「龍之過山車」。錄影帶以凱莉的各種片段繼續，直至歌曲的第二段完結。錄影帶其後轉換成夜間的場景，並包括在停車場和車頂上跳舞的人群。

我拍攝過很多錄影帶，但不總是百分百興奮。在大多數情況下，我從未對成果感到興奮，所以我想自己會嘗試執導一下。這是非常簡單的概念。大多數場景都在遊樂園，以及深夜的戶外慶祝活動中。我真的很高興能夠在重混錄影帶中加入骯髒壞傢伙。

凱莉其後加入人群的行列，跳上慶典場地的車頂上，並開始隨著立體聲播放的強勁低音和節奏藍調節拍唱歌跳舞。錄影帶亦包括一位嘗試模仿凱莉的可愛小女孩，而這個角色其後亦在〈搖一搖〉（2005年）的音樂錄影帶再次登場。在歌曲重混版的官方錄影帶中，骯髒壞傢伙伴隨著小丑客串登場，以及和凱莉出現在新增的木板路場面。
2020年8月21日，歌曲的兩版本錄影帶均進行數位修復，以高清畫質重新發布。錄影帶在一年後再以4K解析度形式發布。

## 現場表演

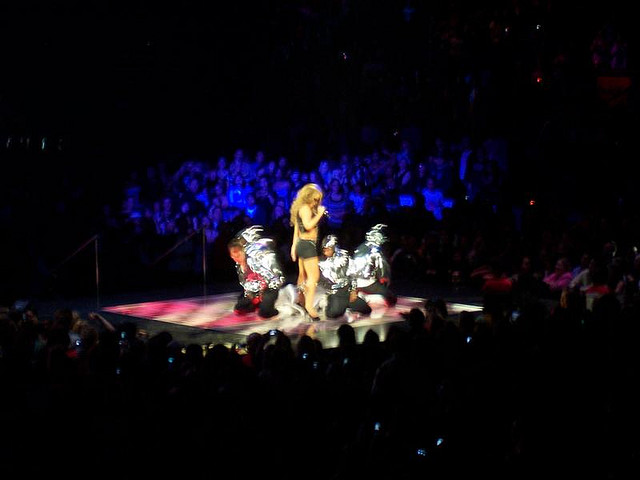
凱莉與伴舞在2006年的「天后再臨世界巡迴演唱會」上表演〈夢幻〉

凱莉在1995年9月14日的《Top of the Pops》上演唱〈夢幻〉，並在兩天後的《Hey Hey It's Saturday》上演唱歌曲。9月21日，她再次回到《Top of the Pops》上演唱歌曲。11月29日，她在霍士廣播公司的播映演唱會電視特輯《麥迪遜花園廣場 現場演唱實況》上演唱〈夢幻〉、〈讓他發生吧〉和〈甜蜜一日〉等多首歌曲。此特輯其後亦製作影像商品發行。12月12日，凱莉登上《Sacrée Soirée》演唱〈夢幻〉和〈敞開雙臂〉兩曲。八天後，她在《POP JAM》上演唱了〈夢幻〉。1996年1月11日，她登上《Le monde est à vous》演唱〈夢幻〉和〈敞開雙臂〉兩曲。1月29日，凱莉在《第23屆全美音樂獎》上現場演唱〈夢幻〉，而她於當日亦贏得兩項大獎。
凱莉亦在多場個人巡迴演唱會上演唱過〈夢幻〉，包括「夢遊仙境世界巡迴演唱會」（1996年）、「美麗花蝴蝶世界巡迴演唱會」（1998年）、「七色彩虹世界巡迴演唱會」（2000年）、「幸運手鍊世界巡迴演唱會」（2003年－2004年）、「天后再臨世界巡迴演唱會」（2006年）、「天使代言人巡迴演唱會」（2009年－2010年）、「歌情萬種演唱會」（2014年）、「甜蜜蜜夢幻巡迴演唱會」（2016年）、「瑪麗亞凱莉：現場演唱會」（2018年）、「流行警報世界巡迴演唱會」（2019年）。她亦在駐唱演出（2015年－2017年），以及「花蝴蝶回歸」（2018年－2020年）上演唱過〈夢幻〉。

## 地位
〈夢幻〉被喻為是將音樂取樣轉化成「完全實現的流行傑作」的典範。通過歌曲的成功與影響，凱莉獲讚賞將節奏藍調與嘻哈音樂的合作帶進主流流行文化，以及透過她1995年後的歌曲推廣加入客席饒舌歌手的形式。《紐約客》的編輯薩沙·弗里爾-瓊斯評論歌曲的重混版說：

「對於梅西·埃利奧特和碧昂絲等節奏藍調／嘻哈明星來說，將饒舌段落結合旋律已經成為一種標準。而年輕的白人流行明星－包括布蘭妮·斯皮爾斯、超級男孩和克莉絲汀·阿奎萊拉－在過去十年花費了大部分時間製作無疑節奏藍調的流行音樂。
他亦總結說：「她將女性實力歌手和男性頂級嘻哈MC配對的做法，改變了節奏藍調，最終也改變了所有流行。雖然現在任何人都可以自在地使用這個想法，但《咪咪》的成功意味著它仍然屬於凱莉」。The Fader的編輯胡德尼克·麥雅德在撰寫關於節奏藍調和嘻哈合作的時候表示：「這場運動的勝利者是瑪麗亞·凱莉」。麥雅德亦同時認為「直至今時今日，骯髒壞傢伙和瑪麗亞仍然可能是史上最佳而最異常的嘻哈合作」，指由於〈夢幻〉這首歌，「節奏藍調和嘻哈成為了最出色的繼兄弟姐妹」。
這首歌曾被多部電影和電視節目使用。在1998年電影《火拼時速》中，角色蘇雲在遭綁架前於汽車音響聽見這首歌曲，並跟住一起哼唱。2011年先鋒金屬樂隊熊抱哥樂團在〈你知道那不是那些狗的真實聲音〉的錄影帶開始與結尾使用了歌曲。獨立歌手格莱姆斯稱〈夢幻〉是她其中一首人生最愛的歌曲，並指瑪莉亞是格莱姆斯存在的原因之一。2019年，瑪麗亞在TikTok上發布跟著歌曲的「壞小子夢幻」重混版跳舞的影片，並讓該舞蹈成為Tik Tok上另一個著名舞蹈挑戰，而她的〈著迷〉亦於同年較早時候在Tik Tok掀起挑戰。歌曲的新重混版加入了朱迪·科默的聲樂，並作為配樂於2021年電影《爆機自由仁》的情節上使用。在電影中，朱迪·科默飾演的角色火爆辣妹在哼唱歌曲時引起萊恩·雷諾斯飾演的角色仁的注意，因而衍生出故事其後的劇情。作為電影製作人兼演員的雷諾斯表示：「我是瑪麗亞·凱莉的超級歌迷（...）那是自然地發生的怪事之一。我在創作配樂部分的時候，本身是打算在劇本使用外野合唱團的歌曲〈Your Love〉。它是一首80年代的舊歌。它很好，但沒有我想要的史詩級規模。而〈夢幻〉則出現在我的播放列表中，所有事情都清楚了」。〈夢幻〉也獲列入《滾石》雜誌2021年版的滚石杂志五百大歌曲列表第419位。
〈夢幻〉發行後在1996年至1997年獲得音樂業界多個重要獎項及提名。在1996年的百視達娛樂獎上，歌曲贏得「最喜愛單曲」獎。歌曲亦在同年獲得「全國舞曲獎」的「年度舞曲唱片」，以及在第38屆格林美獎上獲得「最佳流行女歌手」的提名。歌曲亦在1997年獲廣播音樂公司頒發「年度流行歌曲」獎。

## 歌曲列表與形式
| 全球CD單曲 1. "Fantasy" – 4:04 2. "Fantasy" (Bad Boy) Featuring O.D.B. – 4:53 英國#1／美國CD加大單曲 1. "Fantasy" (Album Version) – 4:06 2. "Fantasy" (Bad Boy Fantasy) – 4:51 3. "Fantasy" (Bad Boy) Featuring O.D.B. – 4:52 4. "Fantasy" (Bad Boy Mix) – 4:14 5. "Fantasy" (Def Club Mix) – 11:15 英國#2CD加大單曲 1. "Fantasy" (MC Mix) – 6:29 2. "Fantasy" (Puffy's Mix) – 4:53 3. "Fantasy" (Puffy's Club Mix) – 4:49 4. "Fantasy" (The Boss Dub) – 8:53 5. "Fantasy" (Sweet Dub Mix) – 8:11 | 2×12吋黑膠唱片 A1. "Fantasy" (Def Club Mix) – 11:14 A2. "Fantasy" (MC Mix) – 6:26 B1. "Fantasy" (Puffy's Mix) – 4:51 B2. "Fantasy" (Bad Boy) Featuring O.D.B. – 4:52 B3. "Fantasy" (Album Version) – 4:06 C1. "Fantasy" (The Boss Mix) — 8:51 C2. "Fantasy" (Sweet Dub Mix) — 8:11 D1. "Fantasy" (Puffy's Club Mix) — 4:48 D2. "Fantasy" (Bad Boy Mix) — 4:13 迷你專輯 1. "Fantasy" (feat. O.D.B.) – 4:53 2. "Fantasy" (feat. O.D.B. - Bad Boy Fantasy) – 4:51 3. "Fantasy" (Bad Boy Mix) – 4:14 4. "Fantasy" (Puffy's Club Mix) – 4:50 5. "Fantasy" (Def Radio Mix) – 3:46 6. "Fantasy" (Def Club Mix) – 11:15 7. "Fantasy" (MC Mix) – 6:28 8. "Fantasy" (The Boss Mix) – 8:52 9. "Fantasy" (Def Drums Mix) – 4:00 10. "Fantasy" (Sweet Dub Mix) – 8:13 11. "Fantasy" (Live at Madison Square Garden – October 1995) – 4:31 |

## 製作名單
資料來自《夢遊仙境》的內頁。
- 瑪麗亞·凱莉 – 聯合製作、詞曲創作、聲樂
- 戴夫·霍爾 – 聯合製作、詞曲創作
- 天娜·威茅斯 – 詞曲創作
- 基斯·法蘭茲 – 詞曲創作
- 史蒂文·史丹利 – 詞曲創作
- 艾德靈·比勞 – 詞曲創作

## 榜單排名
| 榜單（1995年－1996年）                                            | 最高 位置 |
| ----------------------------------------------------------------- | --------- |
| 澳大利亚（澳大利亚唱片业协会單曲榜）                              | 1         |
| 奥地利（Ö3四十强单曲榜）                                          | 13        |
| 比利时佛兰德（Ultratop五十强单曲榜）                              | 9         |
| 比利时瓦隆（Ultratop五十强单曲榜）                                | 3         |
| 加拿大（《The Record》Retail Singles）                            | 1         |
| 加拿大（《RPM》热门单曲榜）                                       | 1         |
| 加拿大（《RPM》成人當代榜）                                       | 2         |
| 加拿大（《The Record》Adult Contemporary）                        | 1         |
| 加拿大（《RPM》舞曲/城市榜）                                      | 1         |
| 丹麥（Tracklisten）                                               | 5         |
| 歐洲（European Hot 100 Singles）                                  | 4         |
| 歐洲（《Music & Media》Adult Contemporary）                       | 2         |
| 歐洲（《Music & Media》Dance Radio）                              | 23        |
| 歐洲（《Music & Media》Hit Radio）                                | 1         |
| 芬兰（芬蘭官方單曲榜）                                            | 2         |
| 法国（法國唱片出版業公會單曲榜）                                  | 5         |
| 德國（Official German Charts）                                    | 17        |
| 匈牙利（MAHASZ）                                                  | 6         |
| 愛爾蘭（Íslenski Listinn Topp 40）                                | 17        |
| 愛爾蘭（愛爾蘭唱片音樂協會单曲榜）                                | 10        |
| 意大利（《Musica e dischi》）                                     | 9         |
| 日本（Oricon公信榜）                                              | 18        |
| 荷兰（荷蘭四十強單曲榜）                                          | 9         |
| 荷兰（百强单曲榜）                                                | 10        |
| 新西兰（新西兰唱片音乐协会单曲榜）                                | 1         |
| 挪威（世道單曲榜）                                                | 10        |
| 波蘭（《Music & Media》）                                         | 6         |
| 蘇格蘭（官方榜单公司單曲榜）                                      | 10        |
| 西班牙（AFYVE Airplay）                                           | 5         |
| 瑞典（瑞典最熱榜）                                                | 13        |
| 瑞士（瑞士热门音乐榜）                                            | 10        |
| 英國（官方榜单公司單曲榜）                                        | 4         |
| 英國（《Music Week》Club） David Morales/Sean "Puffy" Combs Mixes | 1         |
| 英國（《Music Week》Dance Albums）                                | 5         |
| 英國（官方榜单公司節奏藍調榜）                                    | 2         |
| 美国（《告示牌》百大單曲榜）                                      | 1         |
| 美國（《Cash Box》Top 100 Pop Singles）                           | 1         |
| 美國（《Cash Box》Top 100 Urban Singles）                         | 1         |
| 美國（《告示牌》成人當代單曲榜）                                  | 8         |
| 美國（《Radio & Records》Adult Contemporary）                     | 15        |
| 美國（《告示牌》Adult Pop Airplay）                               | 8         |
| 美國（《Radio & Records》CHR/Pop）                                | 1         |
| 美國（《Radio & Records》CHR/Rhythmic）                           | 1         |
| 美國（《告示牌》Dance Club Songs）                                | 1         |
| 美國（《告示牌》Dance Singles Sales）                             | 1         |
| 美國（《Radio & Records》Hot AC）                                 | 7         |
| 美國（《告示牌》Hot R&B/Hip-Hop Songs）                           | 1         |
| 美國（《告示牌》Pop Airplay）                                     | 1         |
| 美國（《告示牌》Rhythmic Songs）                                  | 1         |
| 美國（《Radio & Records》Urban）                                  | 1         |
| 美國（《Radio & Records》Urban AC）                               | 16        |

| 榜單（2021年－2022年）                      | 最高 位置 |
| ------------------------------------------- | --------- |
| 英國（官方榜单公司下載榜）                  | 45        |
| 英國（官方榜单公司舞曲榜）                  | 37        |
| 美國（《告示牌》R&B/Hip-Hop Digital Songs） | 12        |

| 榜單（1995年）                                | 位置 |
| --------------------------------------------- | ---- |
| 澳大利亞（澳大利亞唱片業協會單曲榜）          | 18   |
| 比利時瓦隆（Ultratop五十強單曲榜）            | 41   |
| 加拿大（《RPM》熱門單曲榜）                   | 18   |
| 加拿大（《RPM》成人當代榜）                   | 37   |
| 加拿大（《RPM》舞曲/城市榜）                  | 5    |
| 加拿大（《The Record》Retail Singles）        | 2    |
| 歐洲（Eurochart Hot 100 Singles）             | 27   |
| 歐洲（《Music & Media》Adult Contemporary）   | 21   |
| 歐洲（《Music & Media》Hit Radio）            | 13   |
| 法國（法國唱片出版業公會單曲榜）              | 24   |
| 匈牙利（HCRA Airplay）                        | 6    |
| 荷蘭（荷蘭四十強單曲榜）                      | 93   |
| 荷蘭（荷蘭百強單曲榜）                        | 77   |
| 新西蘭（新西蘭官方音樂榜）                    | 4    |
| 斯堪地那維亞（《Music & Media》Airplay）      | 15   |
| 英國（官方榜單公司單曲榜）                    | 37   |
| 美國（Billboard Hot 100）                     | 7    |
| 美國（《Radio & Records》Adult Contemporary） | 75   |
| 美國（《Radio & Records》CHR/Pop）            | 31   |
| 美國（《Radio & Records》CHR/Rhythmic）       | 13   |
| 美國（《Radio & Records》Hot AC）             | 40   |
| 美國（《告示牌》Dance Club Songs）            | 8    |
| 美國（《告示牌》Hot R&B/Hip-Hop Songs）       | 14   |
| 美國（《Radio & Records》Urban）              | 33   |

| 榜單（1996年）                          | 位置 |
| --------------------------------------- | ---- |
| 美國（Billboard Hot 100）               | 49   |
| 美國（《Radio & Records》CHR/Pop）      | 55   |
| 美國（《Radio & Records》CHR/Rhythmic） | 45   |
| 美國（《告示牌》Hot R&B/Hip-Hop Songs） | 86   |
| 美國（《告示牌》Mainstream Top 40）     | 46   |
| 美國（《告示牌》Rhythmic）              | 29   |

| 榜單（1993年－1998年）            | 位置 |
| --------------------------------- | ---- |
| 美國（《告示牌》Rhythmic Top 40） | 15   |

| 榜單（1990年－1999年）             | 位置 |
| ---------------------------------- | ---- |
| 加拿大（《The Record》/SoundScan） | 7    |
| 美國（Billboard Hot 100）          | 15   |

## 認證與銷量
| 地區                                                       | 认证    | 认证单位/销量 |
| ---------------------------------------------------------- | ------- | ------------- |
| 澳大利亚（澳大利亚唱片业协会）                             | 3× 白金 | 210,000‡      |
| 法国（法國唱片出版業公會）                                 | 银      | 125,000*      |
| 日本（日本唱片協會）                                       | 白金    | 100,000^      |
| 新西兰（新西兰唱片音乐协会）                               | 白金    | 10,000*       |
| 英国（英国唱片业协会）                                     | 2× 白金 | 1,200,000‡    |
| 美国（美國唱片業協會）                                     | 6× 白金 | 6,000,000‡    |
| *僅含認證的實際銷量 ^僅含認證的出貨量 ‡僅含認證的+實際銷量 |         |               |

## 發行歷史
| 地區   | 日期          | 形式                                 | 廠牌         | 來源    |
| ------ | ------------- | ------------------------------------ | ------------ | ------- |
| 美國   | 1995年8月23日 | 电台播放                             | 哥倫比亞     | [ 160 ] |
| 英國   | 1995年9月11日 | CD單曲 卡式錄音帶單曲 （ 英语 ： cassette single）  | 哥倫比亞     | [ 161 ] |
| 加拿大 | 1995年9月12日 | CD單曲                               | 哥倫比亞     | [ 162 ] |
| 美國   | 1995年9月12日 | CD單曲                               | 哥倫比亞     | [ 163 ] |
| 日本   | 1995年9月21日 | 迷你CD單曲                           | 日本索尼音樂 | [ 164 ] |
| 多國   | 2020年8月14日 | 線上下載 串流媒體 （2020年迷你專輯） | 哥倫比亞     | [ 165 ] |
| 美國   | 2022年2月18日 | 12吋彩膠唱片（Urban Outfitters獨佔） | 哥倫比亞     | [ 166 ] |

## 資料來源
1. 1 2  Werthman, Christine. . Billboard.   [2020-11-02]. （原始内容存档于2020-11-02）.
2. ↑  Pirnia, Garin. . Rolling Stone. 2012-05-07  [2020-11-02]. （原始内容存档于2020-11-02）.
3. 1 2 3 4 5 6 7 8  Nickson 1998，第134頁
4. 1 2 3 4 5 6 7 8 9 10 11  Bronson 2003，第841頁
5. 1 2  Erlewine, Stephen Thomas. . Allmusic. All Media Guide.   [2010-10-20]. （原始内容存档于2023-03-26）.
6. 1 2  Hal Leonard. . 2007: 57–63. ISBN 978-1-4234-1996-9.
7. ↑  Promis, Jose F. . AllMusic.   [2023-02-23]. （原始内容存档于2023-02-24）.
8. ↑  Erlich, Dmitri. . Entertainment Weekly. 1995-09-15: 106.
9. ↑  Greenblatt, Leah. . Entertainment Weekly. 2017-11-10: 50.
10. ↑  Breihan, Tom. . Stereogum. 2022-04-04  [2023-02-23]. （原始内容存档于2023-02-24）.
11. ↑  Holden, Stephen. . The New York Times. 1995-10-08  [2010-10-20]. （原始内容存档于2012-01-23）.
12. ↑  . Slant.   [2011-01-12]. （原始内容存档于2011-01-14）.
13. ↑  McKenna, Jerry. . Billboard. Vol. 107 no. 39. 1995-09-30  [2011-02-24]. ISSN 0006-2510. （原始内容存档于2023-01-15）.
14. ↑  . Billboard (Nielsen Business Media, Inc.).   [2011-02-24]. （原始内容存档于2013-12-10）.
15. ↑  . Billboard (Nielsen Business Media, Inc.).   [2011-02-24]. （原始内容存档于2013-09-02）.
16. ↑  Anderson, Trevor. . Billboard.   [2018-04-20]. （原始内容存档于2018-04-18）.
17. 1 2  . Recording Industry Association of America.   [2023-08-31] （英语）.
18. ↑  Christmas, Ed. . Billboard (Nielsen Business, Inc.). 1996-01-20  [2010-11-13]. （原始内容存档于2023-01-15）.
19. 1 2 3 4   (PDF). Billboard. 1995-12-23  [2015-05-22].
20. 1 2 3   (PDF). Billboard. 1996-12-28  [2015-05-22].
21. 1 2  . Billboard. 1999-12-25  [2010-10-15].
22. 1 2   (PDF). Australian Recording Industry Association.   [2021-04-25] （英语）.
23. ↑  . RPM. 1995-10-02  [2010-09-13]. （原始内容存档于2012-10-20）.
24. ↑  . RPM. 1997-09-22  [2010-09-13]. （原始内容存档于2012-10-18）.
25. ↑  . RPM. RPM Music Publications Ltd. 1996-02-19  [2010-01-08]. （原始内容存档于2012-10-20）.
26. ↑  . RPM. 1995-12-18  [2011-02-09]. （原始内容存档于2012-10-20）.
27. 1 2  . Oricon.   [2015-05-22]. （原始内容存档于2013-12-06）.
28. 1 2  . British Phonographic Industry （英语）.
29. ↑  . MTV. MTV Networks.   [2011-02-23]. （原始内容存档于2010-11-03）.
30. 1 2  . Recorded Music NZ.   [2020-08-17] （英语）.
31. 1 2 3 4  Nickson 1998，第137頁
32. 1 2  Shapiro 2001，第92頁
33. ↑  Nickson 1998，第149頁.
34. 1 2  Tucker, Ken. . Entertainment Weekly (Time Warner). 1995-10-13  [2010-10-20]. （原始内容存档于2010-04-26）.
35. ↑  . YouTube.   [2020-10-27]. （原始内容存档于2021-11-17）.
36. ↑  Malone, Chris. . CheatSheet. 2022-08-28  [2022-10-20]. （原始内容存档于2022-12-03）.
37. ↑  Kelly, Dylan. . Hype Beast. 2022-03-28  [2022-10-20]. （原始内容存档于2022-10-04）.
38. ↑  . Pitchfork. 2022-09-27  [2022-09-28]. （原始内容存档于2022-09-28）.
39. 1 2  Nickson 1998，第142頁
40. ↑  . We Miss Music. 2021-02-21  [2021-04-18]. （原始内容存档于2021-04-18）.
41. ↑  . uDiscover Music. 2021-08-14  [2021-08-16]. （原始内容存档于2021-08-16）.
42. ↑  . BBC.   [2019-07-24]. （原始内容存档于2004-12-14）.
43. ↑  . 1998-03-12  [2018-05-12]. （原始内容存档于2008-07-08）.
44. ↑  . TheTVDB.com.   [2022-07-12]. （原始内容存档于2022-07-13）.
45. ↑  . setlist.fm.   [2018-01-21]. （原始内容存档于2018-09-25）.
46. ↑  . 博客來.   [2023-03-01]. （原始内容存档于2023-03-26）.
47. ↑  . setlist.fm.   [2022-07-12]. （原始内容存档于2022-07-13）.
48. ↑  . setlist.fm.   [2022-07-12]. （原始内容存档于2023-03-26）.
49. ↑  . setlist.fm.   [2018-01-21]. （原始内容存档于2018-09-25）.
50. ↑  Aniftos, Rania. . Billboard. 2020-02-10  [2021-01-21]. （原始内容存档于2022-07-04）.
51. ↑  . setlist.fm.   [2018-01-21]. （原始内容存档于2023-03-26）.
52. ↑  . setlist.fm.   [2022-02-25]. （原始内容存档于2022-02-25）.
53. ↑  . setlist.fm.   [2018-01-21]. （原始内容存档于2023-03-26）.
54. ↑  . AllMusic.   [2022-02-25]. （原始内容存档于2022-05-30）.
55. ↑  . setlist.fm.   [2018-01-21]. （原始内容存档于2023-03-26）.
56. ↑  Natasha Ann Zachariah. . The Straits Times. 2014-10-25  [2014-10-27]. （原始内容存档于2015-01-15）.
57. ↑  . setlist.fm.   [2018-01-21]. （原始内容存档于2022-04-26）.
58. ↑  . setlist.fm.   [2018-01-21]. （原始内容存档于2023-03-26）.
59. ↑  . The Irish Times. 2019-05-21  [2019-07-16]. （原始内容存档于2019-05-20）.
60. ↑  . setlist.fm.   [2021-01-21]. （原始内容存档于2023-03-26）.
61. ↑  Nied, Mike. . Idolator. 2018-07-06  [2019-07-16]. （原始内容存档于2023-03-26）.
62. ↑  Sanneh, Kelefa. . The New York Times. 2005-08-04  [2017-02-16]. （原始内容存档于2023-01-15）.
63. ↑  . Slant Magazine.   [2012-08-15]. （原始内容存档于2012-10-26）.
64. 1 2  Frere-Jones, Sasha. . The New Yorker. 2006-04-03  [2010-07-25]. （原始内容存档于2010-10-13）.
65. ↑  . Thefader.com. 2011-01-14  [2011-04-04]. （原始内容存档于2011-09-11）.
66. ↑  . Scubby. 2018-02-09  [2021-08-12]. （原始内容存档于2021-08-12）.
67. ↑  . Brooklyn Vegan.   [2013-12-03]. （原始内容存档于2013-12-05）.
68. ↑  .   [2019-11-27]. （原始内容存档于2019-11-11）.
69. ↑  . 2019-11-10  [2019-11-27]. （原始内容存档于2019-11-11）.
70. ↑  . 2021-08-22  [2021-10-01]. （原始内容存档于2021-10-02）.
71. ↑  Ramos, Dino-Ray. . Deadline Hollywood. 2019-12-07  [2019-12-07]. （原始内容存档于2019-12-21）.
72. ↑  . Variety. 2021-08-04  [2021-08-12]. （原始内容存档于2021-09-21）.
73. ↑  . Rolling Stone. 2021-09-15  [2021-09-15]. （原始内容存档于2021-09-16）.
74. 1 2 3  . Mariahcarey.com.   [2009-04-08]. （原始内容存档于2009-03-21）.
75. ↑  . CNN. 1996-01-04  [2011-01-26]. （原始内容存档于2012-12-07）.
76. ↑   (Dutch 7-inch Single liner notes). Mariah Carey. Columbia Records. 1995. 662461 7.
77. ↑   (UK CD maxi-single #1 liner notes). Mariah Carey. Columbia Records. 1995. 662495 2.
78. ↑   (US CD maxi-single liner notes). Mariah Carey. Columbia Records. 1995. 44K 78044.
79. ↑   (UK CD maxi-single #2 liner notes). Mariah Carey. Columbia Records. 1995. 662495 5.
80. ↑   (US 2× 12-inch vinyl liner notes). Mariah Carey. Columbia Records. 1995. 44X 78044.
81. ↑  . iTunes. 1995-09-12  [2021-02-09]. （原始内容存档于2021-01-21）.
82. ↑  Carey, Mariah.  (Compact Disc). Mariah Carey. New York City, New York: Columbia Records. 1995.
83. ↑  "Australian-charts.com – Mariah Carey – Fantasy". ARIA Top 50 Singles.    （英語）.
84. ↑  "Austriancharts.at – Mariah Carey – Fantasy". Ö3 Austria Top 40.   （德語）.
85. ↑  "Ultratop.be – Mariah Carey – Fantasy". Ultratop 50.    （荷蘭語）.
86. ↑  "Ultratop.be – Mariah Carey – Fantasy". Ultratop 50.    （法語）.
87. 1 2  Lwin, Nanda. . Music Data Canada. 2000: 59. ISBN 1-896594-13-1.
88. ↑  "Top RPM Singles: Issue 2813." RPM. Library and Archives Canada.  （英語）.
89. ↑  "Top RPM Adult Contemporary: Issue 2802." RPM. Library and Archives Canada.  （英語）.
90. ↑  "Top RPM Dance/Urban: Issue 2796." RPM. Library and Archives Canada.  （英語）.
91. ↑  . Billboard. Vol. 107 no. 42. 1995-10-21  [2020-10-24]. ISSN 0006-2510. （原始内容存档于2023-01-15）.
92. 1 2  . Billboard. Vol. 107 no. 43. 1995-10-28  [2020-10-24]. ISSN 0006-2510. （原始内容存档于2023-01-15）.
93. ↑   (PDF). Music & Media. 1995-10-28  [2021-08-25]. （原始内容存档 (PDF)于2021-08-09）.
94. ↑   (PDF). Music & Media. 1995-11-25  [2021-08-24]. （原始内容存档 (PDF)于2021-07-28）.
95. ↑  . Music & Media. 1995-10-21: 33.
96. ↑  "Mariah Carey: Fantasy". Musiikkituottajat.  （芬蘭語）.
97. ↑  "Lescharts.com – Mariah Carey – Fantasy". Les classement single.  （法語）.
98. ↑  . GfK Entertainment.   [2015-05-22]. （原始内容存档于2015-06-21）.
99. ↑   (PDF). Music & Media. Vol. 12 no. 48. 1995-12-02: 13  [2020-02-16]. （原始内容存档 (PDF)于2021-07-18）.
100. ↑  . Dagblaðið Vísir – Tónlist.   [2018-04-03]. （原始内容 (PDF)存档于2021-07-18）.
101. ↑  "The Irish Charts – Search Results – Fantasy". Irish Singles Chart.  （英語）.
102. ↑   "Nederlandse Top 40 – week 41, 1995". Dutch Top 40  .
103. ↑  "Dutchcharts.nl – Mariah Carey – Fantasy". Single Top 100.  （荷蘭語）.
104. ↑  "Charts.nz – Mariah Carey – Fantasy". Top 40 Singles.  （英語）.
105. ↑  "Norwegiancharts.com – Mariah Carey – Fantasy". VG-lista.  （挪威語）.
106. ↑   (PDF). Music & Media: 37. 1995-10-07  [2021-07-23]. （原始内容存档 (PDF)于2021-07-16）.
107. ↑  "Official Scottish Singles Sales Chart Top 100". Official Charts Company.  （英語）.
108. ↑   (PDF). Music & Media: 31. 1995-11-25  [2021-08-06]. （原始内容存档 (PDF)于2021-07-28）.
109. ↑  "Swedishcharts.com – Mariah Carey – Fantasy". Singles Top 100.  （英語）.
110. ↑  "Swisscharts.com – Mariah Carey – Fantasy". Swiss Singles Chart.  （英語）.
111. ↑  "Mariah Carey: Artist Chart History" Official Charts Company.   （英語）.
112. ↑  . Record Mirror Dance Update. Music Week. 1995-09-23: 8.
113. ↑  . Music Week. 1995-09-30: 35.
114. ↑  "Archive Chart: 1995-10-01" UK R&B Chart.  （英語）.
115. ↑  "Mariah Carey Chart History (Hot 100)". Billboard.  [2015-05-22].（英語）.
116. ↑  . Cash Box. 1995-10-07: 6.
117. ↑  . Cash Box. 1995-10-07: 10.
118. ↑   "Mariah Carey Chart History (Adult Contemporary)". Billboard.  [2015-05-22].（英語）.
119. ↑  . Radio & Records. 1995-10-27: 70. ProQuest 1017280559.
120. ↑  "Mariah Carey Chart History (Adult Pop Songs)". Billboard.   [2015-05-22].（英語）.
121. 1 2 3  . Radio & Records. 1995-10-20: 94. ProQuest 1017282834.
122. ↑  "Mariah Carey Chart History (Dance Club Songs)". Billboard.  [2015-05-20].（英語）.
123. ↑  . Billboard.   [2021-07-23]. （原始内容存档于2021-11-17）.
124. ↑  . Radio & Records. 1995-11-03.
125. ↑  "Mariah Carey Chart History (Hot R&B/Hip-Hop Songs)". Billboard.   （英語）.
126. ↑  "Mariah Carey Chart History (Pop Songs)". Billboard.  [2015-05-22].（英語）.
127. ↑  "Mariah Carey Chart History (Rhythmic)". Billboard.  [2015-05-22].（英語）.
128. ↑  . Radio & Records. 1995-11-03: 45. ProQuest 1017278429.
129. ↑   ""Official Singles Downloads Chart Top 100" UK Download Chart.  （英語）.
130. ↑  "Official Dance Singles Chart Top 40". Official Charts Company.  （英語）.
131. ↑  . Billboard.   [2021-08-25]. （原始内容存档于2021-11-22）.
132. ↑  . ARIA.   [2015-05-22]. （原始内容存档于2015-08-03）.
133. ↑  . Ultratop.   [2015-05-22]. （原始内容存档于2014-04-14）.
134. ↑  . RPM (Library and Archives Canada).   [2020-02-02]. （原始内容存档于2020-06-21）.
135. ↑  . RPM (Library and Archives Canada).   [2020-02-02]. （原始内容存档于2020-06-22）.
136. ↑  . RPM (Library and Archives Canada).   [2020-02-02]. （原始内容存档于2018-09-26）.
137. ↑  Lwin, Nanda. . Music Data Canada. 1997: 128. ISBN 1-896594-10-7.
138. ↑   (PDF). Music & Media. Vol. 12 no. 51/52. 1995-12-23: 14  [2020-02-02]. （原始内容存档 (PDF)于2020-06-11）.
139. ↑  . Music & Media. 1995-12-23: 23.
140. ↑  . Music & Media. 1995-12-23: 22.
141. ↑  . SNEP.   [2015-05-22]. （原始内容存档于2012-03-07）.
142. 1 2  . Music & Media. 1995-12-23: 24.
143. ↑  . Stichting Nederlandse Top 40.   [2015-05-20]. （原始内容存档于2004-01-01）.
144. ↑  . GfK Dutch Charts.   [2015-05-22]. （原始内容存档于2015-06-27）.
145. ↑  . RIANZ.   [2015-05-22]. （原始内容存档于2015-05-11）.
146. ↑  . Music Week. 1996-01-13: 9.
147. ↑  . Radio & Records. 1995-12-22: 53. ProQuest 1017285440.
148. ↑  . Radio & Records. 1995-12-22: 33. ProQuest 1017283801.
149. ↑  . Radio & Records. 1995-12-22: 34. ProQuest 1017283811.
150. ↑  . Radio & Records. 1995-12-22: 54. ProQuest 1017285448.
151. ↑  . Radio & Records. 1995-12-22: 46. ProQuest 1017285171.
152. ↑  . Radio & Records. 1996-12-13: 28. ProQuest 1017298476.
153. ↑  . Radio & Records. 1996-12-13: 32. ProQuest 1017298542.
154. ↑   (PDF). Airplay Monitor. Vol. 4 no. 53. 1996-12-27: 30  [2021-07-08]. （原始内容存档 (PDF)于2021-09-14） –World Radio History.
155. ↑   (PDF). Airplay Monitor. Vol. 4 no. 53. 1996-12-27: 32  [2021-07-08]. （原始内容存档 (PDF)于2021-09-14） –World Radio History.
156. ↑  . Airplay Monitor. 1998-10-09: 38.
157. ↑  Lwin, Nanda. . Jam!.   [2022-03-26]. （原始内容存档于2000-08-29）.
158. ↑  . InfoDisc.   [2021-11-09] （法语）. 选择“MARIAH CAREY”，然后点击“OK”
159. ↑  . Recording Industry Association of Japan.   [2021-03-27] （日语）. 在下拉菜单选择“1995年11月”
160. ↑  . The Hollywood Reporter. Vol. 338 no. 34. 1995-08-24: 3. ProQuest 2469237849. Mariah Carey's new single "Fantasy" was being rush released to radio stations Wednesday via satellite to counter a slew of pirated versions that stations around the country have been playing. Columbia Records said it was forced to release a week early to halt the "avalanche" of bootlegs.
161. ↑  . Music Week. 1995-09-09: 51.
162. ↑  . Sony Music Canada.   [2022-02-11]. （原始内容存档于2003-11-27）.
163. ↑  . Sony Music Store.   [2022-01-14]. （原始内容存档于2003-09-28）.
164. ↑   [Fantasy]. Oricon.   [2021-01-01]. （原始内容存档于2020-11-09）.
165. ↑  Kaufman, Gil. . Billboard. 2021-08-14  [2022-01-01]. （原始内容存档于2022-01-01）.
166. ↑  . Urban Outfitters.   [2022-01-14]. （原始内容存档于2022-01-14）.

書籍文獻
- Bronson, Fred, , Billboard Books, 2003, ISBN 0-8230-7677-6
- Nickson, Chris, , St. Martin's Press, 1998, ISBN 978-0-312-19512-0
- Shapiro, Marc, , ECW Press（英语：ECW Press）, 2001, ISBN 978-1-55022-444-3